# Edmund B. Wilson

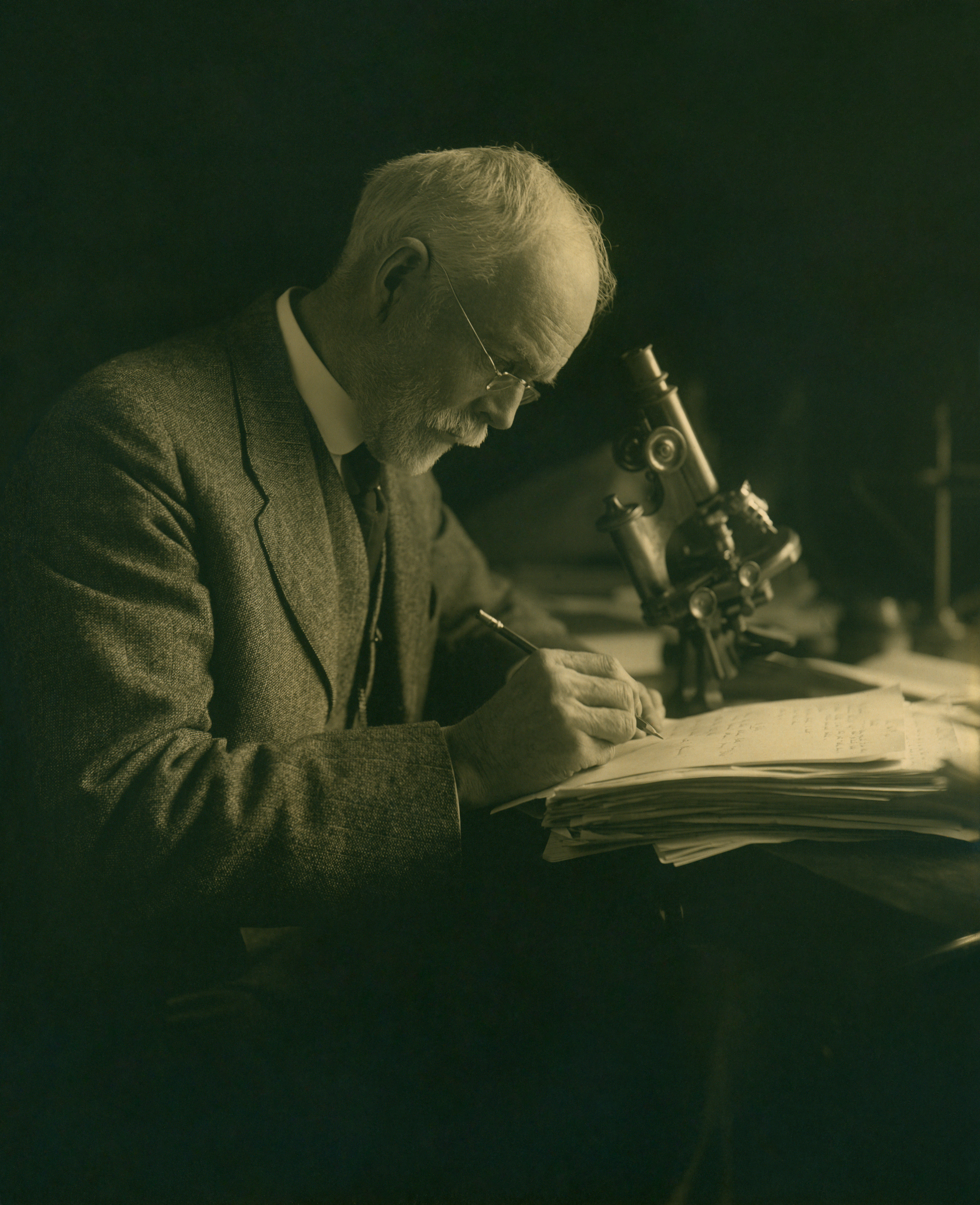
Wilson

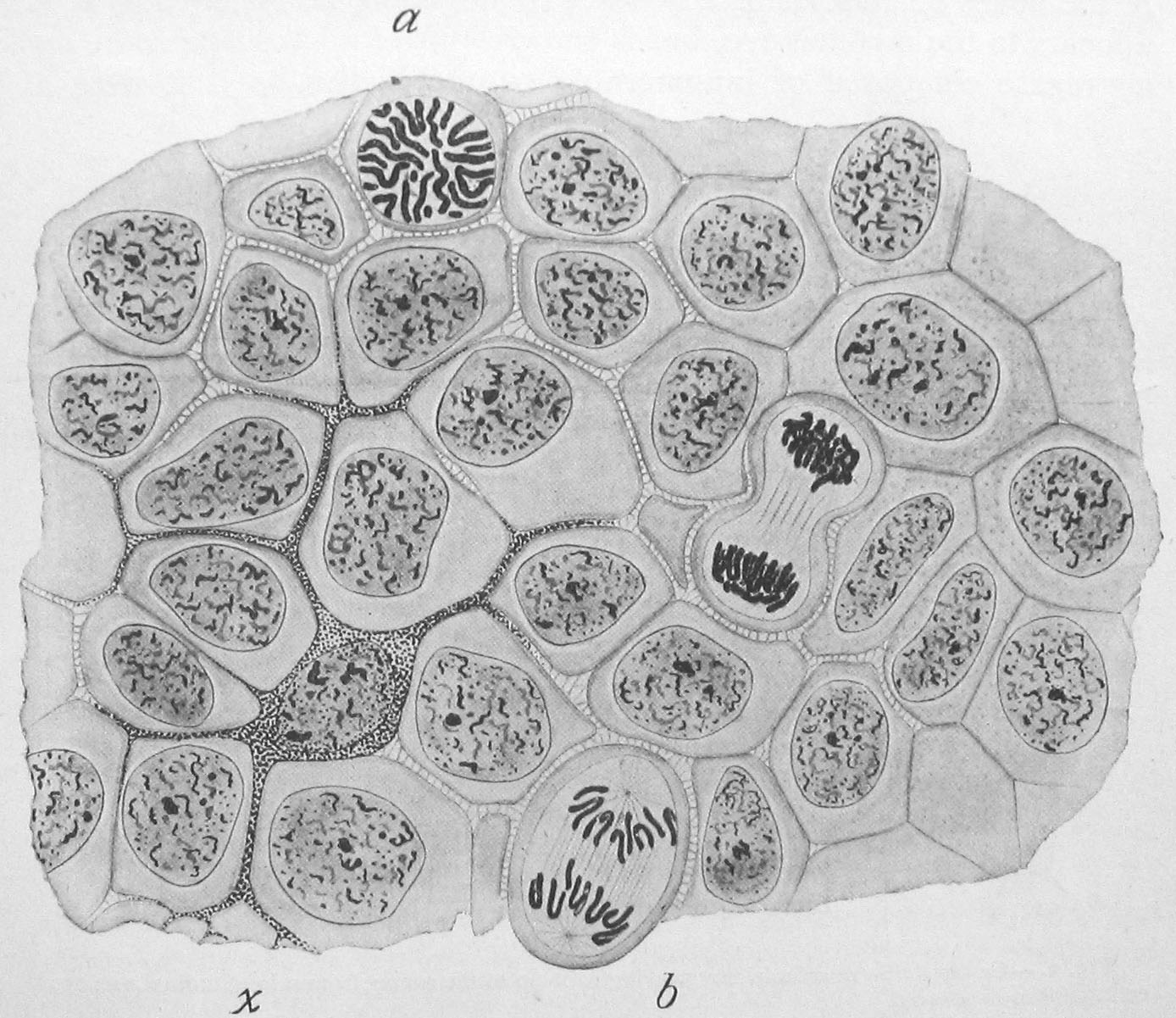
Abbildung aus Wilsons Lehrbuch The Cell in Development and Inheritance, 2. Auflage, 1900. Dargestellt sind Zellen in der Haut eines Querzahnmolchs

Edmund Beecher Wilson (* 19. Oktober 1856 in Geneva, Illinois; † 3. März 1939 in New York City) war ein US-amerikanischer Zoologe und Genetiker.
Wilson gilt als der erste bedeutende Zellbiologe in den USA. 1898 schloss er aus der Ähnlichkeit der embryonalen Entwicklung bei Weichtieren, Plattwürmern und Ringelwürmern auf eine phylogenetische Verwandtschaft. 1905 beschrieb er zugleich mit Nettie Stevens erstmals die Bestimmung des Geschlechts durch Geschlechtschromosomen. 1907 beschrieb er als Erster die heute so genannten B-Chromosomen.
1899 wurde Wilson in die National Academy of Sciences, 1902 in die American Academy of Arts and Sciences gewählt. Die Königlich Niederländische Akademie der Wissenschaften nahm ihn 1907 als auswärtiges und die Académie royale des Sciences, des Lettres et des Beaux-Arts de Belgique 1909 als assoziiertes Mitglied auf. 1910 wurde er zum korrespondierenden Mitglied der Bayerischen Akademie der Wissenschaften gewählt. 1923 wurde er Ehrenmitglied (Honorary Fellow) der Royal Society of Edinburgh. Seit 1924 war er korrespondierendes und seit 1928 auswärtiges Mitglied der Académie des sciences. 1925 erhielt er die Daniel Giraud Elliot Medal und 1936 den John J. Carty Award der National Academy of Sciences. 1932 wählte ihn die Akademie der Wissenschaften in Wien zum korrespondierenden Mitglied. Ihm zu Ehren vergibt die American Society for Cell Biology die E. B. Wilson Medal als ihre höchste wissenschaftliche Auszeichnung.